# فرانك روده
فرانك روده (بالألمانية: Frank Rohde)‏ (2 مارس 1960 بروستوك في ألمانيا - ) هو مدرب كرة قدم ولاعب كرة قدم ألماني (وحمل سابقاً جنسية ألمانيا الشرقية) في مركز الدفاع. شارك مع منتخب ألمانيا الشرقية لكرة القدم. أما مع النوادي، فقد لعب مع دينامو برلين ونادي هامبورغ ونادي هرتا برلين.

## وصلات خارجية
- فرانك روده على موقع قاعدة بيانات كرة القدم.إي يو (الإنجليزية)
- فرانك روده على موقع بيانات كرة القدم. دي إي (الألمانية)
- فرانك روده على موقع ناشيونال فوتبول تيمز (الإنجليزية)
- فرانك روده على موقع عالم كرة القدم.نت (الإنجليزية)